# Войнов, Вячеслав Леонидович
Вячесла́в Леони́дович Во́йнов (род. 15 января 1990, Челябинск) — российский хоккеист, защитник. Олимпийский чемпион (2018). Обладатель Кубка Стэнли (2012, 2014). Обладатель Кубка Гагарина (2017).

## Биография
Родился 15 января 1990 года в городе Челябинске. Заниматься хоккеем начал с шести лет, когда на каток хоккейной школы «Трактор» его привел отец Леонид Иванович Войнов. Первыми тренерами были Станислав Шадрин и Вячеслав Угрюмов, а также отдельно с ним занимался отец. На детском и юношеском уровне трижды становился победителем первенства России, а в 2006 году выигрывал юношеский кубок европейских чемпионов. Уже в возрасте 15 лет привлекался в «Трактор-2» для участия в первенстве России в Первой лиге.

### «Трактор» Челябинск
В сезоне 2006/2007 главный тренер основной команды «Трактор» Геннадий Цыгуров включил молодого защитника в заявку команды на чемпионат России. В том сезоне Войнов провёл за «Трактор» 31 игру.
Через год Войнов набрал свои первые очки за «Трактор». Всего по итогам сезона в 36 матчах набрал 4 (1+3) очка.

### «Манчестер Монаркс»

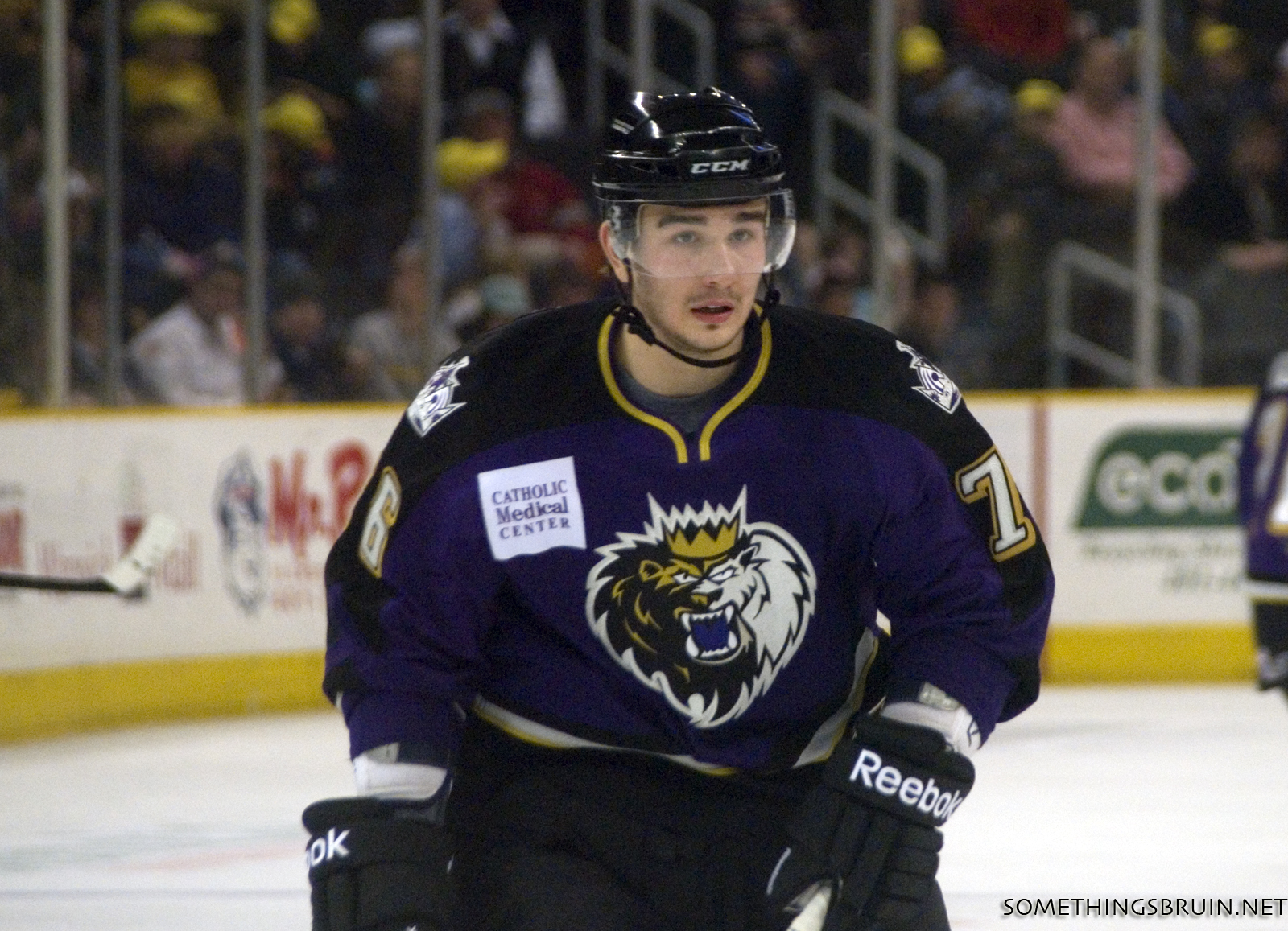
Вячеслав Войнов в составе «Манчестер Монаркс», 23 января 2011 года

В 2008 году состоялся драфт новичков НХЛ, на котором Войнова выбрала команда «Лос-Анджелес Кингз» под общим 32-м номером. Войнов подписал с «Кингз» стандартный трёхлетний контракт новичка. В том же году на импорт-драфте Канадской хоккейной лиги под общим пятым номером игрока выбрала команда Главной юниорской лиги Квебека «Монктон Уайлдкэтс», однако руководство «Кингз» его отправило в свой фарм-клуб из Американской хоккейной лиги «Манчестер Монаркс».
Дебютный матч в АХЛ провёл 11 октября 2008 года против «Портленд Пайретс» в котором набрал свои первые очки, отдав результативную передачу. Первый гол забил в ворота «Уилкс-Барре/Скрэнтон Пингвинз» 24 октября того же года. Всего в сезоне провёл 61 матч, в которых забил 8 голов, отдал 15 результативных передач и с 23 очками разделил первое место с Алеком Мартинесом по набранным очкам среди защитников клуба.
Во втором сезоне провёл за свою команду уже 79 матчей и набрал 29 (10+19) очков. В плей-офф Кубка Колдера «Манчестер» дошёл до финала конференции где в шести матчах уступил будущему чемпиону «Херши Беарс». Войнов провёл девять матчей на вылет и набрал 4 (1+3) очка.
В сезоне 2010/2011 уже стал одним из лидеров команды. Впервые принял участие в матче всех звёзд АХЛ и даже смог победить в конкурсе на скорость круга с результатом 14.197 секунд. За «Манчестер» провёл 76 игр в которых набрал 51 (15+36) очко и благодаря чему попал во вторую символическую команду АХЛ по итогам сезона.
Однако за три года выступления в АХЛ он так и ни разу и не сыграл за «Лос-Анджелес Кингз», а требования игрока об обмене не были удовлетворены. В прессе постоянно муссировались слухи о возвращении Войнова в Россию.

### «Лос-Анджелес Кингз»

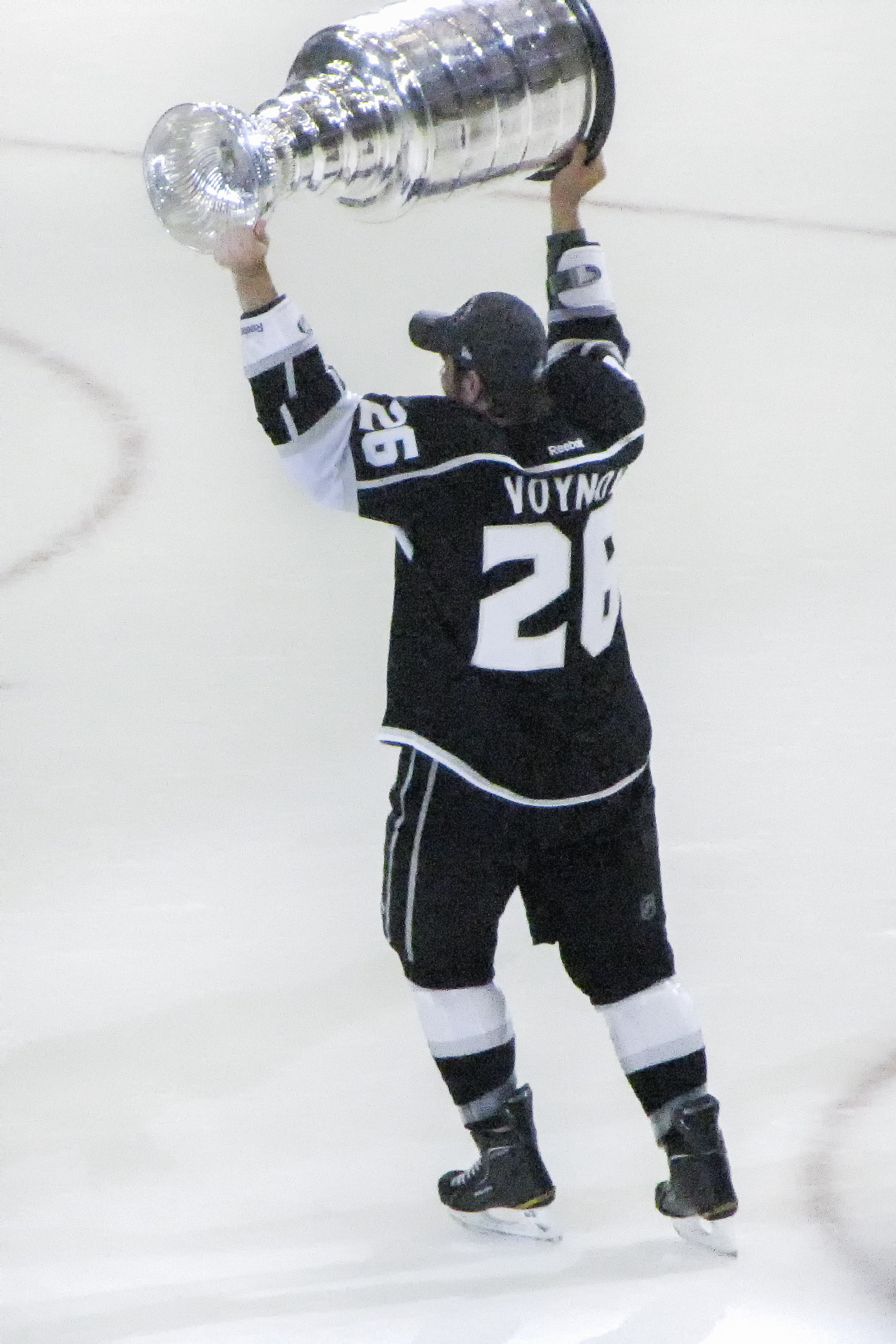
Вячеслав Войнов с Кубком Стэнли в 2012 году

Сезон 2011/2012 Войнов начал снова в фарм-клубе, однако после двух проведённых игр, руководство «королей» вызвало игрока в основу дабы заменить травмированного Дрю Даути. Дебют Войнова пришёлся на домашнюю игру против «Сент-Луис Блюз» 18 октября (5:0), Войнов провёл на льду почти 20 минут, заработал показатель полезности +2, но очков набрать не сумел. Свои первые очки в НХЛ набрал 27 октября в матче против «Даллас Старз», забив дважды и отдав результативную передачу. После восстановления Даути от травмы Войнов снова был отправлен в «Манчестер Монаркс», однако его пребывание там не затянулось. Перед самым дедлайном, генеральный менеджер «Кингз» Дин Ломбарди обменял в «Коламбус Блю Джекетс» Джека Джонсона на Джеффа Картера, тем самым освободив место защитника для Войнова. В итоге Вячеслав отыграл остаток сезона за «Кингз». В регулярном чемпионате он провёл всего 54 игры в которых набрал 20 (8+12) очков. Также весь плей-офф он отыграл в основе и выиграл Кубок Стэнли в первом же сезоне. 4 июля 2012 года Войнов впервые привёз Кубок Стэнли в родной Челябинск.
В сезоне 2012/2013 в НХЛ был объявлен локаут, и руководство «Кингз» запретило Войнову подписывать временный контракт с российскими клубами, отправив его в «Манчерстер Монаркс». За фарм-клуб игрок провёл 35 игр и по окончании локаута вернулся в стан «королей». В сокращённом сезоне он сыграл во всех 48 играх команды в регулярном сезоне и стал лучшим бомбардиром среди защитников своего клуба, набрав 25 очков (6+19). В розыгрыше плей-офф Кубка Стэнли 2013 он стал самым результативным защитником клуба и поделил первые места по результативности среди полевых игроков команды с 13 очками (6+7) и по показателю полезности +9. При этом он установил рекорды клуба по количеству голов среди защитников (6) и по количеству победных голов среди всех полевых игроков (4) в одном розыгрыше плей-офф.
18 июня 2013 года подписал с «Лос-Анджелес Кингз» новый шестилетний контракт на общую сумму $25 млн. В сезоне 2013/2014 хоккеист провёл все 82 матча и набрал 34 (4+30) очка, а победа в финале Кубка Стэнли сделала Войнова самым молодым среди россиян двукратным обладателем Кубка Стэнли. 15 июля 2014 года Кубок Стэнли во второй раз за три года побывал в Челябинске.
Ввиду дисквалификации, наложенной НХЛ на хоккеиста в октябре 2014 из-за судебного разбирательства, а также последствий травмы ахиллова сухожилия, полученной в марте 2015 года, Войнов провёл в сезоне 2014/2015 лишь шесть матчей. После решения Войнова вернуться в Россию, «Лос-Анджелес» вывел игрока из состава команды и заморозил действие его контракта. 28 октября 2015 года, заместитель комиссара НХЛ Билл Дэйли заявил о расторжении контракта между Войновым и «Кингз».

### Карьера в КХЛ
26 октября 2015 года челябинский «Трактор», которому принадлежали права на хоккеиста, обменял их в СКА на денежную компенсацию. 29 октября Войнов подписал контракт со СКА сроком на 3 года. Свой дебютный матч за питерский клуб провёл 10 ноября против московского «Динамо», в котором отметился результативной передачей.
В сезоне 2016/17 стал обладателем Кубка Гагарина, однако из-за травмы не смог принять участия в плей-офф, включая финал.
После сезона 2017/18 Войнов не стал продлевать контракт со СКА, а принял решение попытаться вернуться в НХЛ. Однако Войнов пропустил весь сезон 2018/19, так как НХЛ не сняла с хоккеиста дисквалификацию, а 9 апреля 2019 года лига продлила её до 1 июля 2020 года. Позже арбитражный суд сократил срок дисквалификации до середины сезона 2019/20.
14 июля 2019 года подписал однолетний контракт с омским «Авангардом». В 59 матчах сезона набрал 41 очко (11+30). 1 мая 2020 года покинул «Авангард» после истечения срока контракта, хотя клуб предлагал продолжить сотрудничество.
Не сумев вернуться в НХЛ, Войнов снова пропустил полный хоккейный сезон (2020/21).
В мае 2021 года заключил двухлетнее соглашение с московским «Динамо». В 52 матчах сезона набрал 41 очко (10+31) при показателе полезности -6. В мае 2022 года был выменян в казанский «Ак Барс» вместе с одноклубником Вадимом Шипачёвым за денежную компенсацию в размере 1000 рублей.

### Сборная России

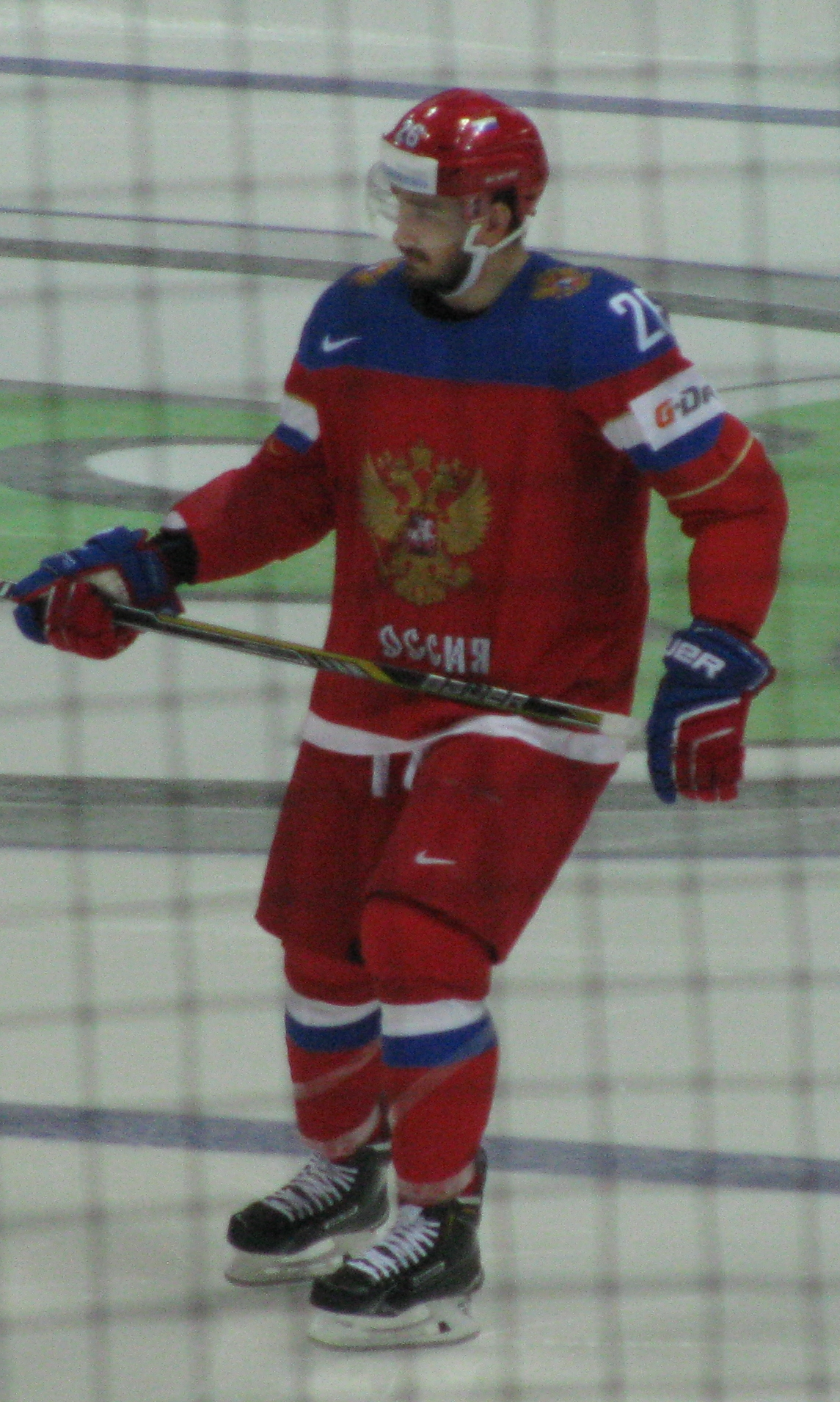
На чемпионате мира 2016 года, Вячеслав Войнов стал бронзовым призёром.

Впервые свитер сборной России надел на молодёжном чемпионате мира 2007 года в Швеции, где сборная России завоевала серебряные медали, уступив в финале канадцам. Сам Войнов на том турнире отметился одной заброшенной шайбой.
На юниорском чемпионате мира того же года, Войнов провёл семь игр, в которых набрал 5 (1+4) очков и в упорном финале против сборной США завоевал золотую медаль.
В 2008 году также принял участие в двух чемпионатах мира. На молодёжном завоевал бронзу, а на юниорском серебро, сборная уступила в финале сборной Канады со счетом 8:0. По итогам юниорского чемпионата попал в символическую сборную турнира.
Последний для Войнова молодёжный чемпионат мира состоялся в 2009 году, на котором, как и год назад, была завоёвана бронза.
Дебют игрока за основную сборную России состоялся сразу же на зимних Олимпийских играх 2014 в Сочи. Выступление на турнире было неудачным. Сборная России заняла только пятое место, а сам Войнов за пять игр не смог ни разу отличиться.
На чемпионате мира 2016 провёл 10 матчей в которых набрал 3 (1+2) очка и в составе сборной России завоевал бронзовую медаль. Был включён в состав сборной для участия в Кубке мира 2016, однако из-за дисквалификации наложенной на игрока НХЛ, лига запретила ему участвовать в турнире.
На зимних Олимпийских играх 2018 провёл 6 игр, в которых набрал 6 (2+4) очков. По итогам турнира стал олимпийским чемпионом, а также был признан лучшим защитником и включён в символическую сборную.

## Вне льда
20 октября 2014 года Вячеслав Войнов был арестован полицией Лос-Анджелеса по обвинению в домашнем насилии, позже был выпущен под залог в $50 тысяч. Жертвой насилия стала жена Войнова, Марта Варламова. Первое предварительное судебное заседание состоялось 1 декабря 2014 года. На время расследования НХЛ дисквалифицировала игрока. 2 июля 2015 года Вячеслав Войнов пойдя на сделку со следствием, был приговорён к 90 суткам заключения и трём годам испытательного срока. Отбывать срок хоккеист начал с 7 июля. 3 сентября хоккеист был выпущен на свободу, однако сразу же взят под стражу Иммиграционной полицией в ожидании слушания по своему делу в иммиграционном суде. 16 сентября 2015 года, Войнов объявил о своём намерении добровольно покинуть территорию США и вернуться в Россию. Через несколько дней Вячеслав Войнов был отпущен иммиграционной службой США из-под стражи, а 22 сентября хоккеист уже прибыл в Москву.
В марте 2017 года у Войнова и Варламовой родился сын Роман.
2 июля 2018 года Верховный суд Лос-Анджелеса снял с Войнова обвинения в домашнем насилии.
В июле 2019 года в семье Вячеслава Войнова родилась дочь.

## Достижения

### Командные

#### НХЛ
| Год  | Команда            | Достижение                                                  |
| ---- | ------------------ | ----------------------------------------------------------- |
| 2012 | Лос-Анджелес Кингз | Обладатель Приза Кларенса Кэмпбелла Обладатель Кубка Стэнли |
| 2014 | Лос-Анджелес Кингз | Обладатель Приза Кларенса Кэмпбелла Обладатель Кубка Стэнли |

#### КХЛ
| Год  | Команда | Достижение                |
| ---- | ------- | ------------------------- |
| 2017 | СКА     | Обладатель Кубка Гагарина |

#### Сборная
| Год  | Команда | Достижение                                    |
| ---- | ------- | --------------------------------------------- |
| 2007 | Россия  | Чемпион мира среди юниоров                    |
| 2007 | Россия  | Серебряная медаль молодёжного чемпионата мира |
| 2008 | Россия  | Серебряная медаль юниорского чемпионата мира  |
| 2008 | Россия  | Бронзовая медаль молодёжного чемпионата мира  |
| 2009 | Россия  | Бронзовая медаль молодёжного чемпионата мира  |
| 2016 | Россия  | Бронзовая медаль чемпионата мира              |
| 2018 | ОСР     | Олимпийский чемпион                           |
| 2022 | ОКР     | Серебряная медаль Олимпийских игр             |

### Личные

#### КХЛ
| Год  | Команда | Достижение               |
| ---- | ------- | ------------------------ |
| 2017 | СКА     | Участник матча звёзд КХЛ |

#### АХЛ
| Год  | Команда           | Достижение                                 |
| ---- | ----------------- | ------------------------------------------ |
| 2011 | Манчестер Монаркс | Попадание во вторую сборную всех звёзд АХЛ |
| 2011 | Манчестер Монаркс | Участник матча всех звёзд АХЛ              |

#### В сборной
| Год  | Команда | Достижение                                                      |
| ---- | ------- | --------------------------------------------------------------- |
| 2008 | Россия  | Попадание в символическую сборную чемпионата мира среди юниоров |
| 2018 | ОСР     | Попадание в символическую сборную Олимпийских игр               |
| 2018 | ОСР     | Лучший защитник Олимпийских игр                                 |

## Статистика
| Легенда | Легенда                    | Легенда | Легенда                   | Легенда | Легенда    |
| ------- | -------------------------- | ------- | ------------------------- | ------- | ---------- |
| И       | Количество проведённых игр | Штр     | Штрафное время            | +/−     | Плюс-минус |
| Г       | Голы                       | П       | Голевые передачи          | О       | Очки       |
| -       | Статистика неизвестна      | —       | Статистика не учитывалась |         |            |